# Потрясающая пятёрка: Техасский скандал в группе поддержки
«Потрясающая пятёрка: Техасский скандал в группе поддержки» (англ. Fab Five: The Texas Cheerleader Scandal) — американский телевизионный фильм 2008 года режиссёра Тома Маклафлина. Фильм основан на реальной истории, произошедшей в городе Мак-Кинни в штате Техас.

## Сюжет
Пять старшеклассниц из выпускного класса известны на всю школу своим плохим поведением. Подруги называют себя «Потрясающей пятёркой». Их прогулы и деструктивное поведение сходят им с рук, поскольку Брук, одна из «пятёрки», дочка директрисы. Мать же не имеет влияния на свою дочь. Она растит её одна и у них уже давно семейный конфликт. В то же время она закрывает глаза на проделки дочери в школе, надеясь таким образом получить её расположение.
В школу приходит новая молодая учительница географии Эмма Карр, которая по совместительству становится и тренером группы поддержки. В группу поддержки входят и все девочки из «пятёрки». За последний год у них сменилось уже четыре тренера. Все они были вынуждены уволиться, поскольку не могли справиться с трудными ученицами. Поначалу «пятёрка» подшучивает и над этим новым тренером, затем, на короткий период, они находят общий язык, но потом опять выходят из-под контроля.
Однажды девочки узнают, что одна из их компании встречается с парнем другой. Предательницу избивают и «Потрясающая пятёрка» становится «Потрясающей четвёркой». В другой раз подруги дурачатся в секс-шопе, снимая себя на камеру, хотя в такие места закрыт вход для несовершеннолетних. Девушки при этом одеты в свою школьную чирлидерскую форму. Это видео попадает в интернет. Тренер объясняет им, что они не могут надевать форму и вести себя как «шлюхи», ведь этим они позорят честь команды и школы. После этого разговора вся «четвёрка» специально начинает ходить в школу, вульгарно одеваясь. Как-то они уходят с уроков, чтобы распивать алкоголь в машине на школьной парковке, где их обнаруживает школьный охранник. Школьное начальство пытается замять все эти истории. Тренер Эмма Карр в свою очередь старается наладить дисциплину, но из-за этого вообще лишается работы.
Местное телевидение делает репортаж о непристойном видео из интернета с местными школьницами из группы поддержки. Уволенная тренер Эмма Карр даёт интервью, где объясняет, что девочки не виноваты. Она обвиняет во всём школьное начальство, которое своим попустительством позволяет ученицам всё больше и больше отбиваться от рук. Из-за сюжета на телевидении скандал выходит на новый уровень. В школу прибывает проверка.

## В ролях
- Дженна Дуан — тренер Эмма Карр
- Эшли Бенсон — Брук Типпит
- Айми Спринг Фортье — Лиса Толедо
- Джессика Хип — Джери Блэкберн
- Стефани Онор — Эшли Санчес
- Эшлинн Росс — Табита Диринг
- Татум О’Нил — директор Лорен Типпит
- Дэмиен Кларк — Адам Рив
- Карисса Капобианко — Синди Харпер
- Хейли Уист — Меган Харпер

## Основа
Фильм основан на реальных событиях. В 2005 году Микаэла Уорд устроилась на работу учителя географии и тренера команды чирлидеров в средней школе города Мак-Кинни в штате Техас. Она обнаружила, что в школе есть пять учениц-чирлидеров, называемых «Потрясающая пятёрка» (англ. Fab Five), которые известны своим деструктивным поведением. Они всячески нарушают школьный распорядок, срывают уроки либо прогуливают их. На Myspace они публиковали непристойные фотографии сделанные в секс-шопе или на вечеринках, на которых также распивали алкоголь. Микаэла Уорд не могла справиться с «пятёркой» в одиночку, а администрация школы смотрела на нарушения сквозь пальцы. Тренер была вынуждена уволиться в октябре 2006 года, несмотря на хорошие отношения с остальными учениками. Уорд рассказала о ситуации в этой школе СМИ.

## Рецензии
Премьера телефильма состоялась в субботу 2 августа 2008 года. Коэффициент телерейтинга фильма составил 2,63, в вечер премьеры его посмотрело 3,041,547 зрителей. Линда Штази из The New York Post дала фильму три звезды из четырёх. В Newsweek рассказали, что после выхода фильма разрушилась репутация школы о которой шла речь, хотя до этого она считалась хорошей. Директор и его зам были вынуждены уйти со своих постов, а некоторых девушек из настоящей «пятёрки» преследовали «извращенцы из интернета». Стив Томпсон из Yahoo! похвалил фильм за посыл, который он несёт. При этом он отметил, что не всё в фильме основано на событиях в школе в Мак-Кинни. Эпизод с избиением школьницы взят из другого случая произошедшего Лейкленде.